# 박보드레
박보드레(Park Bodre)(1976년 11월 18일 ~ )는 대한민국의 희극 배우이다.

## 학력 사항
- 1996년~2007년 호남대학교 다매체연극영상학 학사
- 2012년 중앙대학교 예술대학원 공연영상학과 석사과정 재학

## 출연작

### 방송
- 코미디쇼 코코아 (TV조선)
- 시사코미디 10PM (TV조선)
- 재밌는 TV 롤러코스터 (tvN)
- 고스트 팡팡 (SBS)
- 웃찾사 (SBS)
- 헤이헤이헤이 시즌 2 (SBS)
- 늑대들의 진실토크 (올리브TV)
- [[생방송 [V]ON]] (채널V)

### 드라마
- 2007년 SBS 《칼잡이 오수정》 - 정우탁의 지인 역
- 2010년 SBS 《산부인과》 - 고등학교 선생님 역

### 수상내역
- 2001년 SBS 신인개그맨 금상
- 2006년 SBS 코미디대상 네티즌 인기상
- 2006년 제4회 한국패션월드어워드 개그맨부문 베스트드레서

## 가족 관계
- 오빠 : 박대영 (1971년 ~ )